# Stéphane Tissot
Stéphane Tissot (* 30. Mai 1979 in Bonneville) ist ein ehemaliger französischer Skirennläufer, der vor allem im Slalom erfolgreich war. Er erreichte in dieser Disziplin zwei Podestplätze im Weltcup, zwei Siege im Europacup und wurde zweimal französischer Meister.

## Biografie
Tissot bestritt seine ersten FIS-Rennen im Januar 1995. An einem Europacuprennen nahm er erstmals im März 1997 teil, regelmäßig an den Start ging er aber erst ab Dezember 2001. Bereits in seiner ersten Saison feierte er einen Sieg, kam weitere viermal auf das Podest und konnte die Slalomwertung für sich entscheiden. 
Sein Debüt im Weltcup hatte Tissot am 10. Dezember 2001 in Madonna di Campiglio. Er belegte auf Anhieb den elften Platz. Dieses Resultat konnte er aber lange Zeit nicht wiederholen, denn in den folgenden vier Jahren konnte er von 31 Weltcuprennen nur fünf im Ziel beenden. Positive Ausnahme stellte dabei der zehnte Platz in Beaver Creek am 5. Dezember 2004 dar. Einen guten Erfolg hatte er auch bei den Weltmeisterschaften 2005 in Bormio, wo er als bester Franzose den zehnten Slalomrang belegte.
In seinem ersten Weltcuprennen der Saison 2005/06 fuhr Tissot am 4. Dezember 2005 in Beaver Creek mit Laufbestzeit im zweiten Durchgang überraschend auf Platz zwei. Dieses Resultat wiederholte er am 18. März 2006 in Åre. Mit drei weiteren Plätzen unter den besten sieben erreichte er in dieser Saison den sechsten Rang im Slalomweltcup. Bei seiner Olympiateilnahme in Turin 2006 fiel er aber bereits im ersten Slalomdurchgang aus.
Zu Beginn der Saison 2006/07 gelang es Tissot mit Rang vier in Levi an seine Vorjahresergebnisse anzuschließen. Danach konnte er aber zwei Rennen nicht beenden. Bei einem schweren Sturz im Aostatal am 23. Dezember 2006 zog er sich einen Schien- und Wadenbeinbruch zu und konnte fast zwei Jahre lang keine Rennen bestreiten. Erst in der Saison 2008/09 nahm er wieder am Skiweltcup teil, gewann aber weder in diesem noch im nächsten Winter Weltcuppunkte. Er qualifizierte sich in diesen beiden Jahren nur einmal, im Nachtslalom von Schladming im Januar 2009, für den zweiten Durchgang, fiel aber auch dort aus. Schließlich beendete Tissot nach der Saison 2009/10 seine Karriere.

## Sportliche Erfolge

### Weltmeisterschaften
- Bormio 2005: 10. Slalom

### Weltcup
- Saison 2005/06: 6. Slalomwertung
- 2 Podestplätze

### Europacup
- Saison 2001/02: 1. Slalomwertung, 10. Gesamtwertung
- Insgesamt 6 Podestplätze, davon 2 Siege:

| Datum            | Ort      | Land    | Disziplin |
| ---------------- | -------- | ------- | --------- |
| 11. Februar 2002 | Sappada  | Italien | Slalom    |
| 1. März 2005     | Madesimo | Italien | Slalom    |

### Weitere Erfolge
- Zweifacher Französischer Meister im Slalom 2002 und 2005
- 12 Siege in FIS-Rennen (11× Slalom, 1× Riesenslalom)